# Baicha
Baicha är en köping i Kina. Den ligger i provinsen Jiangxi, i den sydöstra delen av landet, omkring 62 kilometer nordväst om provinshuvudstaden Nanchang. Antalet invånare är 13 741. Befolkningen består av 6 652 kvinnor och 7 089 män. Barn under 15 år utgör 18,0 %, vuxna 15-64 år 72 %, och äldre över 65 år 9,0 %.
Runt Baicha är det ganska tätbefolkat, med 199 invånare per kvadratkilometer. Närmaste större samhälle är Aicheng, 19,1 km sydost om Baicha. Trakten runt Baicha består till största delen av jordbruksmark.
Genomsnittlig årsnederbörd är 2 141 millimeter. Den regnigaste månaden är maj, med i genomsnitt 334 mm nederbörd, och den torraste är januari, med 59 mm nederbörd.